# منبه للحواس

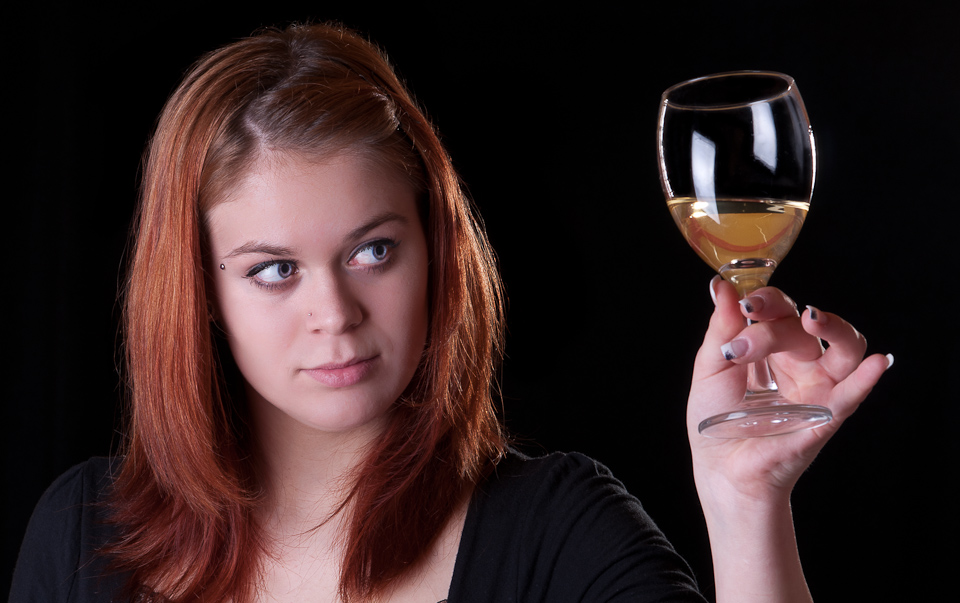

المنبه للحواس  (أو مؤثر عضوي أو مثير للحواس) هي عوما تؤثر حسياً مثل هي جوانب الطعام أو الماء أو المواد الأخرى التي يختبرها الفرد عن طريق الحواس وتشمل التذوق والبصر والرائحة واللمس .